# Lydie Dooh Bunya
Lydie Dooh Bunya, épouse Quan-Samé, née le 19 février 1933 à Douala et morte le 27 mars 2020 à Goussainville, est une journaliste, une femme de lettres et une féministe camerounaise.

## Biographie
Lydie Sophie Dooh Ebenye Bunya est née le 19 février 1933 à Douala, au Cameroun,. Son père est fonctionnaire des douanes et sa mère couturière. Elle fait sa scolarité au Cameroun et termine ses études secondaires en France, au lycée de jeunes filles de Saint-Gaultier. Elle poursuit ensuite à l’École d'infirmières et d'assistantes sociales, puis à l’École supérieure de chimie, et termine par des études de lettres à Paris,.
Elle est ensuite journaliste, chroniqueuse à l'ORTF, rédactrice dans diverses revues et à la Nouvelle Agence de Presse. Intéressée par l'écriture depuis ses 17 ans, elle publie en 1977 La Brise du jour, utilisant en partie ses souvenirs d'adolescence, et constituant de ce fait aussi un témoignage sur la condition des femmes. Elle appartient ainsi à la première génération de femmes écrivains en Afrique sub-saharienne, comme Marie-Claire Matip, et n'hésite pas à porter un regard critique, qualifiant par exemple le mariage d'acte de vente. Militant dans un mouvement féministe français, elle n'y trouve pas de réponses aux problèmes spécifiques des femmes Noires et crée en 1981 le MODEFEN, mouvement pour la défense des droits de la femme noire. Ce mouvement lutte contre certaines coutumes héritées du pays d’origine, le mariage forcé, la polygamie ou l’excision par exemple, et contre l'image dévalorisée des femmes noires en pays d'accueil.
Elle meurt le 27 mars 2020 à Goussainville.

## Principale publication
- La Brise du jour, éditions Clé, 1977.